# Jac Schaeffer
Jacqueline Schaeffer (nascuda el 26 d'octubre de 1978) és una guionista i productora nord-americana més coneguda pel seu debut al llargmetratge el 2009 TiMER i pel seu treball al Marvel Cinematic Universe creant la minisèrie de televisió Disney+ WandaVision i coescrivint la història inicial de la pel·lícula Black Widow.

## Vida i carrera
Schaeffer va créixer a Agoura Hills (Califòrnia) i es va inspirar en els cineastes Quentin Tarantino, Robert Rodriguez, Allison Anders i Lisa Cholodenko quan era adolescent. Schaeffer es va graduar a la Universitat de Princeton amb un A.B en anglès l'any 2000 després de completar una tesi sènior de 81 pàgines, titulada "Splinter in the Mind: The Dilemma of the Political Dystopian Protagonist and the Cyberpunk Hero", sota la supervisió de Maria DiBattista. Va obtenir un Màster en Belles Arts en cinema Producció de l'USC School of Cinematic Arts. Va escriure pel grup de teatre Princeton Triangle Club, on va estrenar versions de les seves obres. És jueva per part de pare, i té dos fills.
Va escriure, produir i dirigir el seu primer llargmetratge, una pel·lícula de ciència-ficció comèdia romàntica anomenada TiMER protagonitzat per Emma Caulfield. La pel·lícula es va estrenar al Festival de Cinema de Tribeca de 2009 i un any després es va estrenar limitadament als Estats Units.
Schaeffer va escriure The Hustle, un remake de Un parell de seductors protagonitzat per Anne Hathaway i Rebel Wilson, que es va estrenar el maig de 2019. Schaeffer també està desenvolupant el seu guió-llista negra The Shower amb Hathaway.
Schaeffer va contribuir al guió de la pel·lícula de Marvel Studios Captain Marvel amb Geneva Robertson-Dworet, Anna Boden i Ryan Fleck. La pel·lícula es va estrenar el 8 de març de 2019.
Schaeffer també va escriure la pel·lícula de Marvel Studios Black Widow protagonitzada per Scarlett Johansson,fins que va ser substituïda per Ned Benson, que al seu torn va ser substituït per Eric Pearson. Ella també va ser contractat per Marvel per escriure el primer i l'últim capítol i servir com a guionista principal de la minisèrie de Disney+ WandaVision, el gener de 2019. El maig de 2021, va signar un acord global de tres anys amb Marvel Studios i 20th Television per desenvolupar projectes per a ells, incloent dues sèries previstes com a spin-off de WandaVision: Agatha All Along, centrada en Agatha Harkness; i una sèrie encara sense títol centrada en The Vision.

## Filmografia

### Cinema
| Any  | Títol                   | Acreditat com | Acreditat com   | Acreditat com | Notes                |
| Any  | Títol                   | Director      | Guionista       | Productor     | Notes                |
| ---- | ----------------------- | ------------- | --------------- | ------------- | -------------------- |
| 2009 | TiMER                   | Sí            | Sí              | Sí            | Debut com a director |
| 2017 | Olaf's Frozen Adventure | No            | Sí              | No            | Curtmetratge         |
| 2019 | Captain Marvel          | No            | Sense acreditar | No            |                      |
| 2019 | The Hustle              | No            | Sí              | No            |                      |
| 2021 | Black Widow             | No            | Història        | No            |                      |

### Televisió
| Any  | Títol            | Acreditat com | Acreditat com | Acreditat com      | Notes                        |
| Any  | Títol            | Director      | Guionista     | Productor executiu | Notes                        |
| ---- | ---------------- | ------------- | ------------- | ------------------ | ---------------------------- |
| 2021 | WandaVision      | No            | Sí            | Sí                 | Minisèrie; escriu 2 episodis |
| 2024 | Agatha All Along | Sí            | Sí            | Sí                 | Minisèrie; Post-producció    |